# Multiplex (plaatmateriaal)

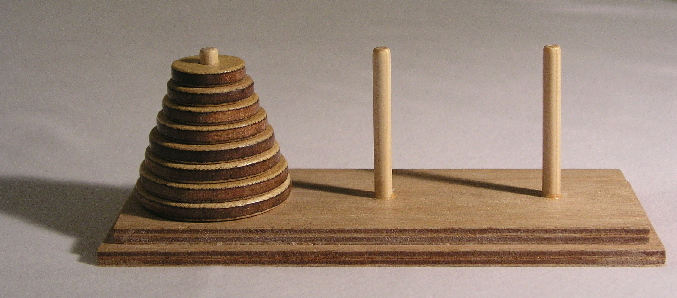
Torens van Hanoi gemaakt uit multiplex

Multiplex en triplex zijn plaatvormige composietmaterialen die opgebouwd zijn uit een oneven aantal houtfineerlagen die kruiselings op elkaar verlijmd worden. 
Oorspronkelijk werd de benaming "triplex" enkel gebruikt voor platen met drie lagen en "multiplex" voor de platen met vijf of meer lagen. Tegenwoordig gebruikt men de benamingen "triplex" en "multiplex" ook wel door elkaar.

## Lijmen
De meest gebruikte lijmen zijn polycondensatielijmen zoals ureumformaldehydelijm, fenolformaldehydelijm, melamineformaldehydelijm en resorcineformaldehydelijm.
Nadat de fineerlagen gedroogd zijn naar het juiste vochtgehalte worden ze onder druk en bij hoge temperatuur op elkaar verlijmd. Na het verlijmen worden de platen op (standaard)maat gezaagd en eventueel geschuurd.

## Benaming
Multiplex-platen worden soms genoemd naar de dekfineren (buitenlagen), zodat het mogelijk is dat "berken multiplex" binnenlagen heeft in bijvoorbeeld populieren, of een naaldhoutsoort zodat het goedkoper is. Waar het voor de toepassing belangrijk is wordt in de handel dan ook meestal gespecificeerd wat de binnenlagen zijn. In andere gevallen wordt de plaat ook wel vernoemd naar de binnenlagen, en wordt het dekfineer op de koop toe genomen.

## Houtsoorten
Multiplex kan in principe van bijna elke houtsoort gemaakt worden. Populair zijn multiplex van berkenhout, meranti en okoumé.

## Voordelen
De voordelen van multiplex:
- Efficiënter gebruik van het hout, ook de andere minderwaardige stukken van de boom worden gebruikt, bijvoorbeeld voor de binnenlagen van het multiplex.
- Door de gekruiste lagen is de plaat in sommige richtingen sterker dan massief hout van dezelfde afmetingen en hetzelfde gewicht.
- Multiplex vertoont minder werking dan massief hout.
- Verkrijgbaar in verschillende diktes (van minder dan 1 mm tot 40 mm en meer) en afmetingen (standaard meestal 2,50 of 2,44 m x 1,22 m, maar ook tot 12 m lang indien nodig)
- Multiplex is veel sterker en lichter dan mdf, en kent vrijwel geen kruip. Multiplex geniet daarom voor belaste beplating de voorkeur.

## Types en toepassingen
Er bestaan verschillende soorten multiplex, al naargelang de toepassing. Multiplex platen zijn in te delen in verschillende categorieën:
- Constructiemultiplex, dus waar de sterkte belangrijker is dan het uiterlijk. Deze worden bijvoorbeeld gebruikt in de bouw voor niet-zichtbare toepassingen of voor verpakking.
- Decoratieve multiplex die meestal voorzien is van wat men noemt 'edelfineren', dus mooie houtsoorten, en gebruikt wordt voor zichtbare toepassingen
- speciale multiplex, zoals vliegtuigtriplex, kogelwerende multiplex enzovoort.
- Indien gewicht een rol speelt kan multiplex uit Albasiahout een oplossing bieden.
- Multiplex WBP water boiled proof is geschikt voor toepassing in een vochtige omgeving.

Voor een aantal toepassingen wordt multiplex ook voorzien van speciale (dek)lagen, zoals een antislipfilm voor gebruik als vloer, een gladde film voor gebruik in bekisting (betonplex), een binnenlaag in lood voor toepassingen in ziekenhuizen (röntgenstraling) enz.
Multiplex is een ideale kernplaat voor de verlijming langs beide zijden met een decoratief hogedruklaminaat, voor gebruik in keuken- en interieurbouw.
Voor speciale toepassingen wordt ook weleens afgeweken van het principe van het oneven aantal lagen of van het steeds om en om kruisen van de fineerlagen.
Multiplex wordt vaak gebruikt in de bouw voor bijvoorbeeld daken en bekisting van een betonfundering.

## Geschiedenis
Reeds honderden jaren voor Christus vervaardigden de Egyptenaren en Chinezen fineer, dat verlijmd werd tot triplex. In de 17e en 18e eeuw werd een dikke vorm van fineer (plakhout genaamd) in de meubelindustrie gebruikt. In 1819 begon de meubelmaker Michael Thonet (1796-1871) een bedrijf in Boppard, waar hij proeven deed om hout te buigen met stoom. Vanaf 1830 produceerde hij stoelen die bestonden uit stroken fineer die in een vorm werden gelijmd en geperst.
Het fineer werd aanvankelijk verkregen via zagen. In 1830 werd echter de fineersnijmachine uitgevonden, terwijl vanaf 1890 fineerschilmachines ingang vonden. 
Patenten op de toepassing van multiplex werden in de Verenigde Staten reeds vanaf 1865 aangevraagd. Een aanvraag uit 1874 vermeldde: Als er drie lagen fineer gebruikt worden, staat de draad van de middelste haaks op die van de buitenste lagen. De veerkracht en sterkte van het fineer wordt daardoor aanmerkelijk vergroot.
Omstreeks 1905 werd triplex in de Verenigde Staten verder ontwikkeld en kwam het als zodanig in de handel. In Nederland waren het de Rotterdamse firma Leijden & van Beest en de Amsterdamse firma C.J. Jung & Co. die als eersten met dit product op de markt kwamen. In 1911 begon de Eindhovense firma Picus met de vervaardiging ervan. Aanvankelijk werd het materiaal voornamelijk gebruikt in de vliegtuigbouw en in de meubelindustrie. Ook in scheepsinterieurs werd dit materiaal veelvuldig toegepast. Vanaf 1917 adverteerde Picus met door hen leverbare triplexplaten.

## Bron
- Piet Bot, Vademecum historische bouwmaterialen, p. 237 e.v., 2009, uitgeverij Veerhuis, ISBN 9789087300210